# Саад аль-Абдулла ас-Салем ас-Сабах
 Саад аль-Абдулла ас-Салем ас-Сабах или Саад I (араб. سعد العبد الله السالم الصباح‎; 13 мая 1930 — 13 мая 2008, Эль-Кувейт, Кувейт) — 4-й эмир Кувейта из династии ас-Сабах, находившийся на троне в течение девяти дней (2006).

## Ранняя карьера
Шейх Саад аль-Абдулла принадлежал к ветви ас-Салема семьи ас-Сабах и был старшим сыном эмира Абдаллаха ас-Салема ас-Сабаха (который правил Кувейтом с 1950 по 1965 годы). окончил местный полицейский колледж, с 1951 года изучал в Лондоне уголовное право и проходил практику в Скотланд-Ярде.
С 1955 года — заместитель директора управления полиции и безопасности Кувейта. Был президентом полиции и департамента общественных дел (1961—1962), министром внутренних дел (1962—1978), министром обороны (1964—1978), премьер-министром Кувейта (февраль 1978 — июль 2003), после чего этот пост занял Сабах аль-Ахмад аль-Джабер аль-Сабах. Шейх Саад аль-Абдулла на короткий период исполнял обязанности военного губернатора Кувейта (1991—1992).
31 января 1978 года получил титул наследного принца, с 16 февраля — премьер-министр (до июля 2003 г.).

## Война в Персидском заливе
Шейх Саад сыграл ведущую роль в освобождении Кувейта от режима Саддама Хусейна. Он отверг компромисс с любым из министров Ирака и с главой ООП Яссером Арафатом.
Он объявил, что ничего не будет обсуждать до освобождения страны от иракского режима.
Также он сыграл главную роль в оперативном перемещении эмира Джабера в Саудовскую Аравию 2 августа 1990 года. Находясь в изгнании, шейх Саад произнёс свою известную публичную речь, ошибочно обращаясь к кувейтскому коллаборационисту Алле Хусейну Али как к Аладдину. Эта ошибка была отмечена шутками, которые побудили одну из кувейтских газет разместить на своей первой полосе знаменитый заголовок: «Где же Аладдин?» (намёк на внезапное исчезновение Аллы Хусейна Али во время освобождения Кувейта).

## Эмир Кувейта
В 1997 году у него открылось кровотечение толстой кишки. С тех пор он большую часть времени проводил в больницах и в управлении страной почти не участвовал, на публике не появлялся. Однако декларация в ноябре 2005 опровергла размышления, что он откажется от трона ввиду продолжающихся проблем со здоровьем.
15 января 2006 года эмир Кувейта Джабер аль-Ахмад аль-Джабер аль-Сабах скончался от инсульта. По закону, его преемником стал шейх Саад. На похоронах эмира шейх Саад сидел в инвалидном кресле, и многие обратили внимание на его болезненный вид и беспрестанно трясущиеся руки. Правительство страны сразу попросило парламент страны лишить шейха эмирских полномочий, ссылаясь на закон 1964 года. В соответствии с ним, если эмир не может управлять страной по состоянию здоровья, кабинет министров имеет законное право обратиться в парламент с просьбой отстранить больного политика от власти. Для принятия такого важного решения необходимо две трети голосов парламента. В ответ на это, Саад аль-Абдалла ас-Сабах подал в парламент просьбу (фактически прозвучавшую как требование) провести во вторник официальную церемонию его присяги в качестве нового эмира. Однако против него выступили представители династии. Некоторые члены парламента выразили сомнение даже в его способности просто принести присягу перед вступлением в должность.
Спустя несколько дней большинство членов правящей династии всё же пришли к выводу, что страну должен возглавить действующий премьер-министр Сабах аль-Ахмед аль-Джабер ас-Сабах, а шейх Саад должен добровольно отказаться от эмирских полномочий. Начались трудные переговоры с Саадом о его дальнейшем пребывании на троне.
На состоявшемся вечером 23 января на встрече с премьер-министром Сабахом аль-Ахмедом ас-Сабахом, Саад объявил о своём решении отказаться от трона по состоянию здоровья. К этому времени шейх Саад уже сдался и в парламент прибыло его послание об отречении от престола. Обращаясь к членам правящего в стране рода аль-Сабахов он заявил:
«Вот наш новый эмир. Пришло время, когда на нашем знамени должен появиться новый символ семьи Сабахов. Я никогда не жаждал чего-либо для себя лично, меня заботят только интересы Кувейта, его народа и его стабильность».
На следующий день, 24 января 2006 года, парламент Кувейта проголосовал за отставку эмира Саада I, буквально за мгновения до получения его официального письма об отречении. Как и ожидалось, правительство Кувейта назначило на пост эмира шейха Сабаха аль-Ахмада ас-Сабаха. Десятидневному правлению Саада I пришёл конец.

## Смерть
Шейх Саад аль-Абдулла скончался от сердечного приступа 13 мая 2008 года во время прогулки по саду дворца Шааб (Кувейт-Сити) в возрасте 78 лет.

## Семья и потомки
Был женат на своей двоюродной сестре шейхе Латифе Фахад ас-Сабах. У них родились пять дочерей (Марьям, Хусса, Жамаэль, Шейха, Фадья) и сын Фахад.
Саад потерял двух дочерей: Марьям погибла в автокатастрофе в парке дворца Баян, а Шейха умерла от рака после многолетней борьбы за жизнь. Обе они были не замужем и не оставили детей.
Шейха Хусса разведена, у неё один сын: Ахмед аль-Юсеф.
Шейха Жамаэль замужем во второй раз, проживает в Италии. У неё одна дочь от первого замужества: Лилия Шамма.
Шейха Фадья замужем за шейхом Фахадом аль-Салемом ас-Сабахом, бывшим командиром антитеррористической полиции, у неё четверо детей: Фатма, Набела, Сабах и Марьям.
Шейх Фахад женат на Манал аль-Вассан, у него пять сыновей (Абдулла, Халид, Джабер, Саад, Мохаммед) и дочь Хадежах.

## Титулы
- 1929—1937: шейх Саад ибн Абдаллах аль-Сабах.
- 1937—1978: Его превосходительство шейх Саад ибн Абдаллах аль-Сабах.
- 1978—1979: Его высочество шейх Саад ибн Абдаллах аль-Сабах, наследный принц Кувейта.
- 1979 — 15 января 2006: Его высочество шейх Саад ибн Абдаллах аль-Сабах, наследный принц Кувейта.
- 15—24 января 2006: Его высочество шейх Саад ибн Абдаллах аль-Сабах, эмир Кувейта.
- 24 января 2006 — 26 января 2008: Его высочество эмир-отец шейх Саад ибн Абдаллах аль-Сабах[6].

## Награды
- Командор ордена святого Михаила и святого Георгия (KCMG) — 1979[6]

## Гиперссылки
[Sheikh Saad Abdullah Al-Salem Al-Sabah: The Unforgettable Liberation Hero (1930—2008), Ambassadors Online Magazine, Vol. 11, Issue 24, July 2008.] http://www.ambassadors.net/megastars.htm